# Al Kooper
Al Kooper (ur. jako Alan Peter Kuperschmidt 5 lutego 1944 w Brooklynie) – amerykański muzyk, kompozytor i producent muzyczny, najbardziej znany jako członek zespołu The Blues Project oraz założyciel zespołu Blood, Sweat & Tears i jego lider (w początkowym okresie działalności). Współpracował jako muzyk sesyjny między innymi z Bobem Dylanem (grał na organach w utworze „Like a Rolling Stone”), The Rolling Stones (grał na organach, fortepianie i rogu w utworze „You Can't Always Get What You Want”). W 1972 odkrył i wylansował zespół Lynyrd Skynyrd produkując jego trzy pierwsze albumy studyjne.
Dwukrotnie nominowany do Nagrody Grammy.
W 2023 roku został wprowadzony do Rock and Roll Hall of Fame.

## Życiorys i kariera muzyczna

### Dzieciństwo
Kooper urodził się na Brooklynie w Nowym Jorku w 1944 roku, jako syn Sama i Natalie Kuperschmidt. Jako chłopiec lubił śpiewać razem z płytami Bessie Smith, które odtwarzał mu ojciec, a które stanowiły dla niego wstęp do bluesa, a następnie do gospel, R&B i soulu. W dzieciństwie zaczął się również uczyć gry na pianinie i na gitarze. W latach 50. interesował się głównie muzyką gospel, a później, gdy nadszedł rock and roll, zainteresował się charakterystycznym dla tego gatunku śpiewem. Utworzył zespół, z którym śpiewał w swojej okolicy. W 1959 roku został członkiem zespołu Royal Teens.

### Lata 60.
Na początku lat 60. zaczął pisać piosenki. W 1964 roku był współautorem utworu „This Diamond Ring” zespołu Gary Lewis & the Playboys, a w 1965 roku – „I Must Be Seeing Things” Gene’a Pitneya. Obie piosenki zyskały rozgłos (druga z nich osiągnęła 1. miejsce na liście przebojów).
16 czerwca 1965 roku Kooper dzięki producentowi Tomowi Wilsonowi uczestniczył sw sesji nagraniowej utworu „Like a Rolling Stone” Boba Dylana, w którym miał początkowo grac na gitarze, ale ostatecznie zagrał na organach, instrumencie, na którym nie umiał grać. Jednak ostateczny efekt wzbudził uznanie Dylana, który nalegał, by Wilson zwiększył głośność organów w ostatecznym miksie utworu.
Kooper grał później jako członek zespołu Dylana na Newport Folk Festival w 1965 roku, uczestniczył też w sesji nagraniowej jego albumu Blonde on Blonde. Na zaproszenie Wilsona uczestniczył w przesłuchaniu nowo powstałego nowojorskiego zespołu The Blues Project, po zakończeniu którego zaproponowano mu członkostwo w nim. Zespół tworzyli wówczas: gitarzysta Danny Kalb, basista Andy Kulberg, gitarzysta Steve Katz i perkusista Roy Blumenfeld. The Blues Project był czasami żartobliwie nazywany Jews Project, ponieważ czterej jego członkowie: Kalb, Kooper, Katz i Blumenfeld byli Amerykanami żydowskiego pochodzenia. Zespół dzięki uznanym przez krytyków płytom oraz występom na żywo przyczynił się do spopularyzowania brzmienia miejskiego bluesa lat 60., którego przykładem stały się takie utwory jak: „Two Trains Running”, „I Can't Keep From Cryin' Sometimes”, „Flute Thing” i „Violets Of Dawn”.
Po odejściu z The Blues Project założył jazz-rockowy zespół Blood, Sweat & Tears, który po podpisaniu kontraktu z Columbia Records pod koniec 1967 roku wydał w roku następnym swój debiutancki album, Child Is Father to the Man, składający się niemal w całości z piosenek autorstwa Koopera. Później, na skutek tarć personalnych w zespole i nacisków ze strony wytwórni, która chciała bardziej komercyjnego brzmienia, Kooper odszedł z zespołu. Powrócił do gry jako muzyk sesyjny pojawiając się na płytach Jimiego Hendrixa, The Who i The Rolling Stones (piosenka „You Can't Always Get What You Want”). Dostał też pracę w Columbia Records jako producent muzyczny. Wyprodukował pierwszym oficjalny album koncertowy duetu Simon & Garfunkel. Wcześniej w 1968 roku ze swoim wieloletnim przyjacielem, gitarzystą Mikiem Bloomfieldem oraz Stephenem Stillsem nagrał album Super Session, który odniósł sukces komercyjny zdobywając w 1970 roku certyfikat złotej płyty w Stanach Zjednoczonych.
Również 1968 roku wydał swój pierwszy solowy album, zatytułowany I Stand Alone, którego był producentem.

### Lata 70.
W 1970 roku napisał ścieżkę dźwiękową do filmu The Landlord (Właściciel) w reżyserii Hala Ashby’ego.
W 1972 roku przeprowadził się do Atlanty, zainteresowany muzyką, którą tam usłyszał. Odkrył zespół Lynyrd Skynyrd. Postanowił wydawać jego płyty zakładając w tym celu własną wytwórnię, Sounds of the South. Wyprodukował pierwsze trzy albumy zespołu, które zawierały takie hity, jak: „Sweet Home Alabama”, „Saturday Night Special” i „Free Bird”. W 1974 roku sprzedał Sounds of the South wytwórni MCA Records i przeniósł się do Los Angeles.
W 1975 roku wyprodukował debiutancki album zespołu The Tubes; był również współautorem piosenki „Haloes”.
W 1976 roku opublikował (wspólnie z B. Edmondsem) swoje wspomnienia, Backstage Passes: Rock And Roll Life In The Sixties.

### Lata 80.
W latach 80. aktywność nagraniowa Koopera osłabła, choć występował z Dylanem, Tomem Petty i Joe Walshem, a także komponował ścieżki dźwiękowe do produkcji telewizyjnych i filmów, w tym do serialu Crime Story.

### Lata 90.
W latach 90., po ponad 20-letniej przerwie, nagrał instrumentalny album ReKooperation, wydany przez wytwórnię MusicMasters. Wystąpił również w kilku koncertach głównych członków oryginalnego składu Blood, Sweat and Tears. Jesienią 1997 roku rozpoczął pracę jako wykładowca w Berklee College of Music.

### XXI w.
W 2001 roku wytwórnia Sony/Legacy Recordings wydała dwupłytowy box set Koopera, Rare & Well Don. Na pierwszej płycie CD znalazły się najpopularniejsze utworami artysty, po raz pierwszy zremasterowane w formacie 24-bitowym pod jego nadzorem. Na drugiej płycie CD zawarto zbiór osiemnastu niewydanych wcześniej utworów, nagranych przez Koopera począwszy od 1964 roku, w tym także jego pierwszy solowy singiel z 1965 roku. Do płyty została dołączona 28-stronicowa, kolorowa książeczka ze szczegółami wszystkimi nagrań, obszernymi notkami autorstwa wieloletniego krytyka rockowego Jaana Uhelszkiego, rzadkimi zdjęciami z archiwów Sony Music oraz opiniami miłośników jego twórczości, takich jak Tom Petty, Pete Townshend, Steve Winwood, Gene Simmons i innych.
Na początku 2003 roku Sony/Legacy wydała zaginiony koncert Koopera i Mike’a Bloomfielda z Fillmore East z 1968 roku oraz zremasterowany Super Session w formacie CD z 4 dodatkowymi utworami.
W 2005 i 2010 roku wystąpił w roli samego siebie w dwóch filmach dokumentalnych: No Direction Home: Bob Dylan w reżyserii Martina Scorsese i Who Is Harry Nilsson (And Why Is Everybody Talkin' About Him?) w reżyserii Johna Scheinfelda.

## Nagrody i wyróżnienia
- Nagroda Grammy – dwukrotnie nominowany[9]:

- 1969 (11. ceremonia wręczenia nagród Grammy) w kategorii: Best Contemporary-Pop Performance, Vocal Duo Or Group – piosenka „Child Is Father To The Man”;
- 1970 (12. ceremonia wręczenia nagród Grammy) w kategorii: Best Arrangement Accompanying Vocalist(s) – piosenka „You’ve Made me So Very Happy”.

- 7 września 2001 roku podczas uroczystej inauguracji roku akademickiego w Berklee College of Music Al Kooper oraz perkusista jazzowy Elvin Jones otrzymali tytuły doktora honoris causa tej uczelni. Uzasadniając przyznanie tytułu Kooperowi rektor uczelni, Lee Eliot Berk podkreślił jego rolę w wylansowaniu wielu ważnych postaci rocka lat 60. i 70.: „Jego działalność jako autora piosenek, muzyka sesyjnego i producenta plasuje go pośród prawdziwych gigantów amerykańskiej muzyki pop”[10].
- W 2008 roku został wprowadzony do Musicians Hall of Fame w Nashville[11].
- W 2023 roku został wprowadzony do Rock and Roll Hall of Fame[12].

## Dyskografia
Lista według Discogs:
- I Stand Alone (1968)
- Super Session (1968, z Mikiem Bloomfieldem i Stephenem Stillsem)
- The Live Adventures Of Mike Bloomfield And Al Kooper (1969, z Mikiem Bloomfieldem)
- Kooper Session – Al Kooper Introduces Shuggie Otis (1969)
- You Never Know Who Your Friends Are (1969)
- Easy Does It (1970)
- The Landlord (Original Movie Picture Soundtrack) (1971)
- New York City (You're a Woman) (1971)
- A Possible Projection of the Future / Childhood's End (1972)
- Naked Songs (1973)
- Act Like Nothing's Wrong (1977)
- Championship Wrestling (featuring Jeff "Skunk" Baxter) (1982)
- Rekooperation (1994)
- Soul Of A Man: Al Kooper Live
- Fillmore East: The Lost Concert Tapes 12/13/68 (2003, z Mikiem Bloomfieldem)
- Black Coffee (2005)
- White Chocolate (2008)